# 2e étape du Tour d'Italie 2011
Pour un article plus général, voir Tour d'Italie 2011.
La 2e étape du Tour d'Italie 2011 s'est déroulée le dimanche 8 mai 2011. Alba était la ville de départ et Parme la ville d'arrivée. Le parcours s'est tenu sur un distance de 244 km. Il s'agit de la plus longue étape de ce Giro.
La victoire revient au sprint à l'Italien Alessandro Petacchi (Lampre-ISD), dont c'est la 22e victoire sur le Tour d'Italie. Le Britannique Mark Cavendish (Team HTC-Highroad) devient le nouveau maillot rose.

## Profil de l'étape
Cette 2e étape se déroule sur un profil plat hormis une côte de 4e catégorie situé à une trentaine de kilomètres de l'arrivée. C'est le premier passage en haut d'une côte répertoriée sur ce Tour d'Italie.
L'étape la plus longue de ce Giro semble être dévolue aux sprinteurs.

## La course
L'étape a été marqué par la longue échappée solitaire de 210 kilomètres de l'Allemand Sebastian Lang (Omega Pharma-Lotto), parti dès le 4e kilomètre. Il possédera un avantage de 19 minutes sur le peloton avant de se faire rejoindre à 25 kilomètres de l'arrivée. L'Italien Alessandro Petacchi (Lampre-ISD) remporte cette 2e étape au sprint devant le Britannique Mark Cavendish (Team HTC-Highroad) qui s'empare du maillot rose au détriment de son coéquipier Marco Pinotti, grâce aux bonifications acquises par sa deuxième place.

## Côte
- 1. Côte de Tabiano Castello, 4e catégorie (kilomètre 210,4)

| Premier   | Sebastian Lang    | 3 pts |
| Deuxième  | Valerio Agnoli    | 2 pts |
| Troisième | Cristiano Salerno | 1 pts |

## Sprint volant
- Sprint volant à Salsomaggiore Terme (kilomètre 202,6)

| Premier   | Sebastian Lang  | 5 pts |
| Deuxième  | Wouter Weylandt | 4 pts |
| Troisième | Jan Bakelants   | 3 pts |
| Quatrième | Alan Marangoni  | 2 pts |
| Cinquième | Valerio Agnoli  | 1 pts |

## Classement de l'étape
|    | Coureur             | Pays        | Équipe                  |    | Temps           |
| -- | ------------------- | ----------- | ----------------------- | -- | --------------- |
| 1  | Alessandro Petacchi | Italie      | Lampre-ISD              | en | 5 h 45 min 40 s |
| 2  | Mark Cavendish      | Royaume-Uni | Team HTC-Highroad       | +  | m.t.            |
| 3  | Manuel Belletti     | Italie      | Colnago-CSF Inox        |    | m.t.            |
| 4  | Roberto Ferrari     | Italie      | Androni Giocattoli-CIPI |    | m.t.            |
| 5  | Borut Božič         | Slovénie    | Vacansoleil-DCM         |    | m.t.            |
| 6  | Davide Appollonio   | Italie      | Team Sky                |    | m.t.            |
| 7  | Tyler Farrar        | États-Unis  | Garmin-Cervélo          |    | m.t.            |
| 8  | Robbie McEwen       | Australie   | Team RadioShack         |    | m.t.            |
| 9  | Wouter Weylandt     | Belgique    | Team Leopard-Trek       |    | m.t.            |
| 10 | Matteo Montaguti    | Italie      | AG2R La Mondiale        |    | m.t.            |

## Classement général
|    | Coureur             | Pays        | Équipe            | Temps | Temps           |
| -- | ------------------- | ----------- | ----------------- | ----- | --------------- |
| 1  | Mark Cavendish      | Royaume-Uni | Team HTC-Highroad | en    | 6 h 06 min 27 s |
| 2  | Kanstantsin Siutsou | Biélorussie | Team HTC-Highroad | +     | 12 s            |
| 3  | Craig Lewis         | États-Unis  | Team HTC-Highroad |       | 12 s            |
| 4  | Marco Pinotti       | Italie      | Team HTC-Highroad |       | 12 s            |
| 5  | Lars Ytting Bak     | Danemark    | Team HTC-Highroad |       | 12 s            |
| 6  | Alessandro Petacchi | Italie      | Lampre-ISD        |       | 16 s            |
| 7  | Robbie McEwen       | Australie   | Team RadioShack   |       | 22 s            |
| 8  | Fumiyuki Beppu      | Japon       | Team RadioShack   |       | 22 s            |
| 9  | Yaroslav Popovych   | Ukraine     | Team RadioShack   |       | 22 s            |
| 10 | Tiago Machado       | Portugal    | Team RadioShack   |       | 22 s            |

## Classements annexes

### Classement par points
|   | Cycliste            | Équipe            | Points |
| - | ------------------- | ----------------- | ------ |
| 1 | Alessandro Petacchi | Lampre-ISD        | 25 pts |
| 2 | Mark Cavendish      | Team HTC-Highroad | 20 pts |
| 3 | Manuel Belletti     | Colnago-CSF Inox  | 16 pts |

### Classement du meilleur grimpeur
|   | Cycliste         | Équipe              | Points |
| - | ---------------- | ------------------- | ------ |
| 1 | Sebastian Lang   | Omega Pharma-Lotto  | 3 pts  |
| 2 | Valerio Agnoli   | Liquigas-Cannondale | 2 pts  |
| 3 | Jürgen Roelandts | Omega Pharma-Lotto  | 1 pts  |

### Classement du meilleur jeune
| Cycliste       | Équipe             | Temps | Temps           |
| -------------- | ------------------ | ----- | --------------- |
| Bjorn Selander | Team RadioShack    | en    | 6 h 06 min 49 s |
| Jan Bakelandts | Omega Pharma-Lotto | +     | 10 s            |
| Gert Dockx     | Omega Pharma-Lotto |       | 12 s            |

### Classement par équipes aux temps
| Équipe              | Temps | Temps            |
| ------------------- | ----- | ---------------- |
| Team HTC-Highroad   | en    | 17 h 37 min 59 s |
| Team RadioShack     | +     | 10 s             |
| Liquigas-Cannondale |       | 22 s             |

### Classement par équipes aux points
| Équipe              | Points |
| ------------------- | ------ |
| Team HTC-Highroad   | 39 pts |
| Liquigas-Cannondale | 39 pts |
| Garmin-Cervélo      | 33 pts |

## Abandon
Aucun.